# Warm Bodies (film)
Warm Bodies è un film del 2013 diretto da Jonathan Levine.
Il soggetto è basato sull'omonimo romanzo di Isaac Marion del 2012. Il film, con protagonisti Nicholas Hoult e Teresa Palmer, è concentrato sullo sviluppo della relazione tra Julie, una giovane donna, e R, uno zombie. Sono presenti numerosi riferimenti a Romeo e Giulietta di William Shakespeare come i nomi dei protagonisti, il loro amore avversato dal padre e la scena del balcone.

## Trama
Dopo un'apocalisse zombie, R, uno zombie, si aggira intorno ad un aeroporto pieno di negozi abbandonati, veicoli distrutti e orde di suoi compagni non-morti, incluso il suo amico M. R e M riescono a comunicare rudimentalmente con grugniti, gemiti e occasionalmente con qualcosa di simile alle parole. Essendo uno zombie, R brama continuamente carne umana, specialmente cervelli, che lo rendono capace di "sentirsi vivo" con i ricordi dei precedenti possessori.
Julie Grigio e un gruppo di suoi amici provenienti da un'enclave pesantemente sorvegliata, sono inviati - dal padre di lei - nella città, per recuperare rifornimenti medici dagli edifici abbandonati. Durante questa spedizione, R e un branco di zombie attaccano il gruppo, ma quando lui vede Julie si innamora di lei. Successivamente, quando il ragazzo di Julie gli spara con un fucile, R lo uccide mangiando il suo cervello: in questo modo ottiene i suoi pensieri e l'amore verso Julie diventa ancora più forte. In seguito R porta Julie nella sua dimora, un aereo abbandonato; lei impaurita, lo minaccia di allontanarsi con un coltello; R però le spiega che la sta tenendo al sicuro dal resto del branco e la convince a rimanere con lui almeno qualche giorno, per proteggerla.
Julie, non fidandosi e sentendo il bisogno impellente di mangiare qualcosa, cerca di fuggire, ma in breve è circondata dal resto del branco e si nasconde dietro le ruote di un aereo; tuttavia una degli zombie avverte il suo odore e inizia a condurre gli altri verso di lei. R, però, arriva in tempo e cosparge Julie del suo sangue per dargli l'odore di carne marcia. I due riescono così a passare in mezzo al branco senza che gli zombie si accorgano di niente. R conduce Julie in uno dei punti di ristoro dell'aeroporto, dove la ragazza trova finalmente cibo; tornati di nuovo nella "casa" di R, il giovane zombie le fa ascoltare una canzone tramite un giradischi; mentre la ascolta, R prova una nuova sensazione: il suo cuore sta iniziando a battere di nuovo.
R spiega alla ragazza che gli zombie conservano la memoria dei luoghi ove si sono nutriti, ma solo per qualche giorno, dopo i quali perderanno interesse nel cercare cibo; pertanto lui e Julie non dovranno fare altro che aspettare. Mentre attendono, la ragazza insegna allo zombie a guidare, a leggere e a fare molte altre cose. R comincia così a ricordare vagamente la sua vita da umano. Tuttavia, dopo alcuni giorni Julie tenta nuovamente di andarsene e cerca di evitare di portare R con sé (poiché sa che gli umani lo ucciderebbero) andandosene di soppiatto, ma alcuni zombie, fra cui M, la attaccano; R però interviene e allontana il branco, con grande stupore di M.
Julie convince lo zombie a riportarla a casa, ma mentre si dirigono al parcheggio, scortati da M, per recuperare un'auto si imbattono in alcuni "ossuti", gli zombie più pericolosi di tutti gli altri, così chiamati perché hanno le membra tanto deteriorate da sembrare scheletri, ma che nonostante questo sono più veloci, più agili, più forti e più intelligenti degli altri, nonché incredibilmente più feroci. Questi, capendo che la ragazza è un'umana, la attaccano, e poi, scoprendo che R la aiuta, cercano di attaccare anche lui. I due riescono però a scappare e si dirigono verso l'avamposto del generale Grigio, una città fortificata in cui vivono decine di umani.
Durante il tragitto, i due si fermano in un quartiere abbandonato per riposare; qui R rivela a Julie che è stato lui ad uccidere il suo ragazzo, ma questa non sembra molto turbata, dato che era già sicura della cosa poiché R era stato l'ultimo ad aver attaccato il suo ex. Durante la notte, R fa per la prima volta un sogno, cosa impossibile per gli zombie. Intanto, all'aeroporto, M decide di seguire l'esempio di R e con il resto del branco di zombie si mette ad ascoltare alcune canzoni; così facendo i cuori di tutti ricominciano a battere e gli zombie iniziano a provare sensazioni prima sconosciute. Improvvisamente, però, M si rende conto con orrore di essere osservato dagli ossuti, i quali annusandolo capiscono che questi sta cambiando; infuriati, gli scheletri cacciano gli zombie dall'aeroporto e, consapevoli che se la cosa si diffondesse loro perderebbero il loro predominio, si radunano in un'immensa orda e marciano contro la città del generale Grigio, dato che lì si trovano i due che hanno dato inizio alla "rinascita" degli zombie, ovvero Julie e R.
Intanto R si risveglia e scopre che Julie è scappata, per evitare che una volta arrivati questi venisse ucciso dagli umani. Si incammina così verso l'aeroporto con il cuore infranto, consapevole che il suo sogno non si avvererà mai, quando nel tragitto incrocia M e gli altri zombie che rivelano di aver iniziato anch'essi a mostrare segni di vita e che lo avvertono dell'imminente arrivo dell'orda degli ossuti. R decide perciò di condurli all'enclave umana per dimostrare agli uomini che stanno cambiando e che non sono poi così diversi tra loro. Qui R, utilizzando i ricordi del fidanzato di Julie, sgattaiola dentro il muro e incontra Julie e Nora, un'amica. Le due, informate dell'arrivo dell'orda, travestono R da umano (cosa non difficile, dato che questi ha perso il suo aspetto cadaverico e l'odore di marcio) e lo portano dal padre di Julie, il generale Grigio, leader del gruppo umano, il quale, informato dell'arrivo degli ossuti dalle sue squadre di ricognizione, si sta preparando al peggio, ma è comunque consapevole che gli umani non hanno speranza.
Julie rivela al padre ciò che ha scoperto, ma questi rifiuta di credere che i cadaveri possano cambiare; la ragazza quindi, per convincere il padre, rivela che R è in realtà uno zombie e il generale minaccia di ucciderlo, ma viene fermato da Nora. Julie e R scappano tramite la metropolitana in uno stadio di baseball dove il resto del gruppo di R sta aspettando. R può così presentare a Julie M e tutti gli altri zombie. Improvvisamente, però, sopraggiunge l'orda degli ossuti, i quali, percependo la presenza di Julie e R nello stadio, li attaccano con l'intenzione di eliminarli; M però prende il comando degli zombie e, con sorpresa degli scheletri, muove battaglia contro di loro, permettendo a R e Julie di fuggire.
Anche gli umani scendono in campo, affrontando gli ossuti; vengono però messi presto alle strette, ma vengono salvati da alcuni zombie. Allora si radunano e attaccano lo stadio di baseball in aiuto degli zombie; insieme, zombie e umani costringono gli ossuti a indietreggiare. Tuttavia alcuni di loro riescono a raggiungere R e Julie, che finiscono presto intrappolati. Prendendo l'unica via d'uscita, R e Julie saltano in una piscina sottostante, sopravvivendo all'impatto, ma il generale Grigio, non fidandosi, spara ad R, facendolo sanguinare. Questo prova che R è tornato nuovamente umano. Il generale, comprendendo il suo errore, si scusa con la figlia e porta R in infermeria, per poi dare agli umani l'ordine di combattere insieme agli zombie come un unico gruppo. Così facendo, gli ossuti vengono sterminati.
Nei giorni che seguono umani e zombie eliminano gli ossuti rimasti e quelli che riescono a fuggire muoiono presto per fame e decomposizione. Gli zombie lentamente vengono assimilati nella società umana e gli umani nel frattempo distruggono le mura intorno alla città, creando una vita sia per gli umani che per gli "zombie umani". Il film finisce con il neo-umano R e Julie affacciati sulla città. Julie chiede a R se vuole ridarsi un nome, come ha fatto M (che si è soprannominato Marcus), ma lui decide di rimanere solo "R".

## Personaggi
R
Zombie con i capelli neri e la felpa rossa, così chiamato perché l'unica cosa che ricorda è che il suo nome iniziava per "r". Come tutti gli zombie, possiede forza sovrumana e la capacità di assorbire i sentimenti delle persone mangiandone il cervello. Inizialmente è un cadavere come gli altri e vive la sua non-vita divorando umani; tuttavia avverte con lucidità quello che gli succede e prova il desiderio di migliorare la squallida conduzione in cui si trova. Un giorno, mentre attacca un gruppo di persone resta colpito da Julie, e perciò la salva dal resto del branco. Questa poi gli insegnerà a vivere di nuovo, facendolo guarire dalla zombieficazione. R insegnerà poi agli altri zombie i sentimenti e la ragione, facendo guarire anche loro, cosicché gli zombie " guariti" e gli umani riescono finalmente a sconfiggere gli ossuti. Inizialmente non ha un buon rapporto col padre di Julie, ma poi verrà accettato quando il generale capirà che non è uno zombie come gli altri e gli permetterà di fidanzarsi con sua figlia, avverando così il suo sogno. A differenza degli altri zombie, che si sceglieranno un nome, lui preferirà essere chiamato solo R.
Julie
Umana con gli occhi azzurri e i capelli biondi, figlia del generale Grigio che perde il suo ragazzo per colpa di R all'inizio del film. Viene salvata da quest'ultimo e, nonostante all'inizio lo tema vista la sua natura zombie, alla fine si innamora di lui. Inizialmente cerca di allontanarlo dalla città in cui vive, conscia che gli umani lo eliminerebbero a vista, ma quando R la informa dell'arrivo degli ossuti si convince a mostrarlo alla gente. Dopo la sconfitta dell'orda di ossuti e l'accettamento degli zombie nella società, si fidanza con R.
M
Migliore amico di R, così chiamato per il suo caratteristico verso "Mmm ...". Ha l'aspetto di un uomo di mezza età. Inizialmente non comprende i sentimenti di R, ma poi capisce quanto siano importanti e istruisce gli altri zombie su questi. Diventa il capo dell'armata di zombie durante l'attacco degli ossuti, combattendo fianco a fianco agli umani e, in una scena, anche al generale Grigio. Alla fine del film cambia nome in Marcus e inizia una relazione con un'umana dopo un incontro casuale avvenuto mentre lui cercava di aprire un ombrello.
Nora
La migliore amica di Julie, condivide con lei la casa. È la prima a credere al racconto di Julie e la aiuta a presentare R al padre. Quando poi questi minaccia di uccidere R, Nora gli punta una pistola alla testa, permettendo loro di fuggire. Alla fine del film diventa infermiera e scopre che il cuore e gli altri organi interni degli zombie funzionano di nuovo. 
Generale Grigio
Burbero padre di Julie, nonché capo della comunità degli umani. Odia gli zombie poiché questi hanno divorato sua moglie. Per questo cerca inizialmente di eliminare R e non crede alle sue parole, finendo addirittura per sparargli; quando però questi si mette a sanguinare (cosa impossibile per uno zombie) capisce di aver commesso un errore e gli permette di stare con la figlia, arrivando poi ad abbattere le mura della comunità non ritenendo più gli zombie una minaccia.
Zombie
Sono esseri umani ritornati in vita in seguito all'apocalisse zombie. Per vivere hanno bisogno di divorare la carne e il cervello degli umani. Mangiando quest'ultimo possono assimilare per qualche giorno i sentimenti della persona morta. Posseggono forza e agilità sovrumane e comunicano fra loro tramite grugniti o brevi parole. Durante il film però, grazie agli insegnamenti di M e di R, torneranno molto simili ad umani. Dopo aver sconfitto l'orda di ossuti saranno accettati dalla società e si metteranno addirittura con gli esseri umani.
Ossuti
Sono zombie i cui corpi si sono così deteriorati che sono divenuti simili a scheletri. Dopo tanto tempo hanno perso ogni frammento di umanità e rifiutano categoricamente qualsiasi cosa che vada oltre lo sbranare altri esseri viventi. Nonostante l'avanzato stato di decomposizione, sono incredibilmente forti e agili rispetto agli altri zombie, nonché velocissimi e forse anche abbastanza furbi, dato che capiscono subito che Julie è un'umana nonostante R l'avesse camuffata. Per queste loro caratteristiche essi sono i "guru" degli zombie. Per questo quando si rendono conto che dopo R stanno iniziando a cambiare anche gli altri zombie, comprendendo che ciò significherebbe perdere il loro potere come "specie dominante", decidono di eliminare loro e tutti gli zombie cambiati per evitare il diffondersi della cosa. Saranno però sconfitti dagli umani e dagli zombie che coopereranno insieme, e i pochi sopravvissuti moriranno poco tempo dopo per decomposizione.

## Promozione
Il 9 novembre 2012 è stato diffuso online il trailer del film.. Il 10 dicembre 2012 è stato diffuso il trailer ufficiale italiano del film sul sito MYmovies in anteprima. Il 1º febbraio 2013 la Lucky Red pubblica online i primi quattro minuti del film, in italiano.

## Distribuzione
Il film è stato distribuito nelle sale statunitensi a partire dal 1º febbraio 2013, mentre in Italia la data d'uscita, inizialmente fissata per il 31 gennaio, è stata rinviata al 7 febbraio.
Il 16 gennaio, a Roma, si è tenuta l'anteprima mondiale alla presenza di Nicholas Hoult.

## Accoglienza

### Incassi
A fronte di un budget di 35 milioni di dollari, il film ha incassato circa 117 milioni di dollari. In Italia ha incassato 1.7 milioni di euro, di cui 900000 € nel primo fine settimana di programmazione.